# Guillaume Karrer
Guillaume Karrer (* 26. Februar 1981 in Paris) ist ein ehemaliger französischer Eishockeyspieler, der den Großteil seiner Karriere in Kanada verbrachte.

## Karriere
Guillaume Karrer begann seine Karriere als Eishockeyspieler in Kanada. Von 1998 bis 1991 spielte er in der kanadischen Juniorenliga Ligue de hockey junior majeur du Québec (LHJMQ) für die Saguenéens de Chicoutimi, die ihn beim CHL Import Draft 1998 in der ersten Runde als insgesamt neunten Spieler ausgewählt hatten. Er war damit nach Lionel Bilbao 1992, der aber nie nach Nordamerika wechselte, der zweite Franzose, der in der Geschichte dieses Drafts gezogen wurde. Nach drei Jahren bei unterklassigen nordamerikanischen Klubs kehrte er 2004 in sein Geburtsland zurück. Dort spielte er drei Spielzeiten in Frankreichs höchster Spielklasse, der Ligue Magnus, beim HC Amiens Somme, Anglet Hormadi Élite und dem Club des Patineurs et Hockeyeurs Dijonnais.
Im Sommer 2007 wechselte er wieder nach Kanada, wo er bis zu seinem Karriereende 2016 unterklassig spielte. Dabei wurde er 2015 mit den Waterloo Maroons Meister der Ligue de Hockey Senior Des Cantons Des L’Est.

### International
Für Frankreich nahm Karrer an den Weltmeisterschaften der Division I 2005 und 2006 teil. Außerdem stand er im Aufgebot seines Landes bei der Qualifikation für die Olympischen Winterspiele in Turin 2006.

## Erfolge und Auszeichnungen
- 2015 Gewinn der Ligue de Hockey Senior Des Cantons Des L’Est mit den Waterloo Maroons